# 賽瓦卡薩山
13°25′5″S 74°39′34″W / 13.41806°S 74.65944°W
賽瓦卡薩山（Saywa Q'asa），是秘魯的山峰，位於該國中南部阿亞庫喬大區的坎加約省，處於奇克利亞拉索山西南面、瓦蘭瓦爾卡山東北面、里蒂帕塔山以東，屬於安第斯山脈的一部分，海拔高度約5,000米。